# مانگرو

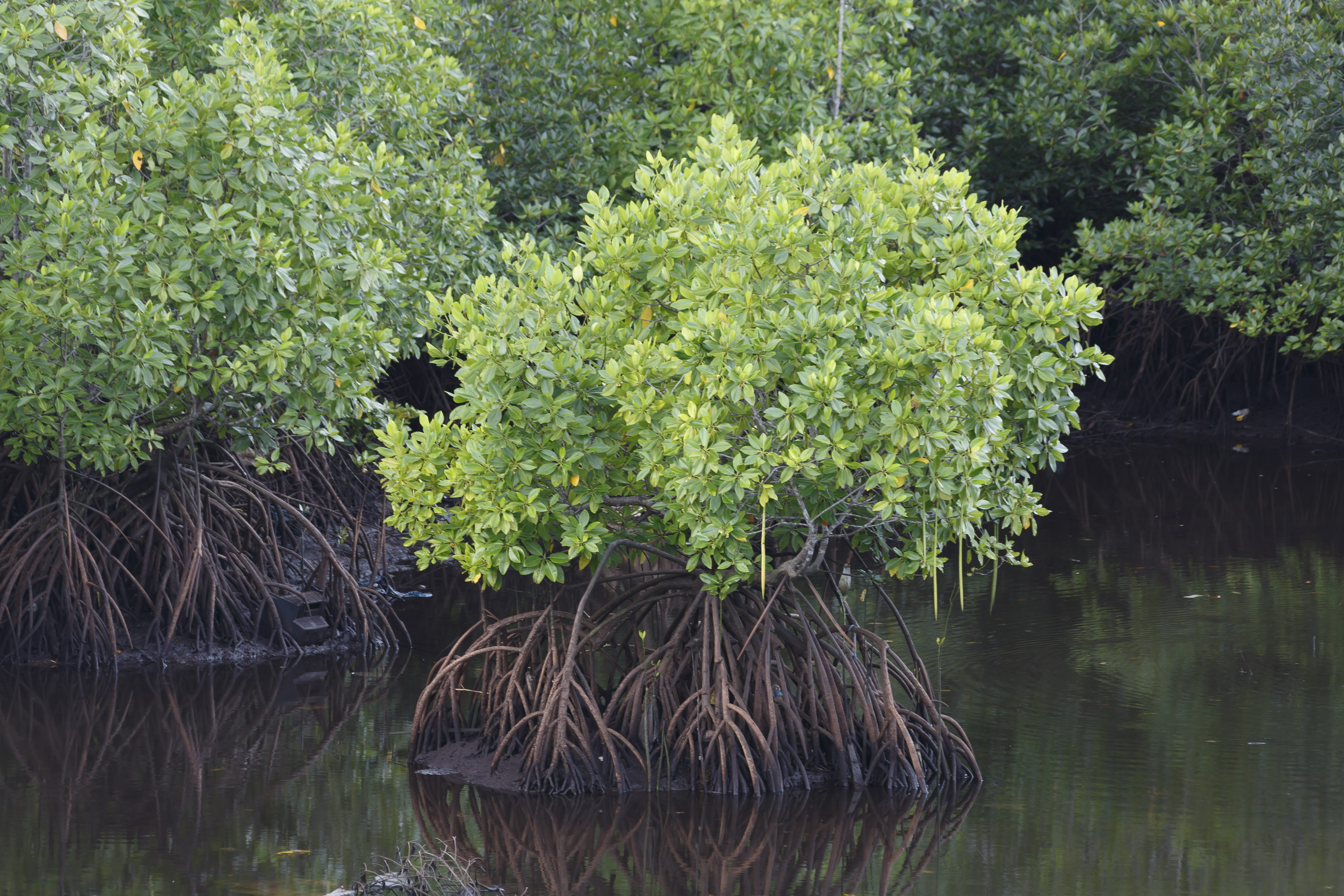
جنگل مانگرو در مالزی

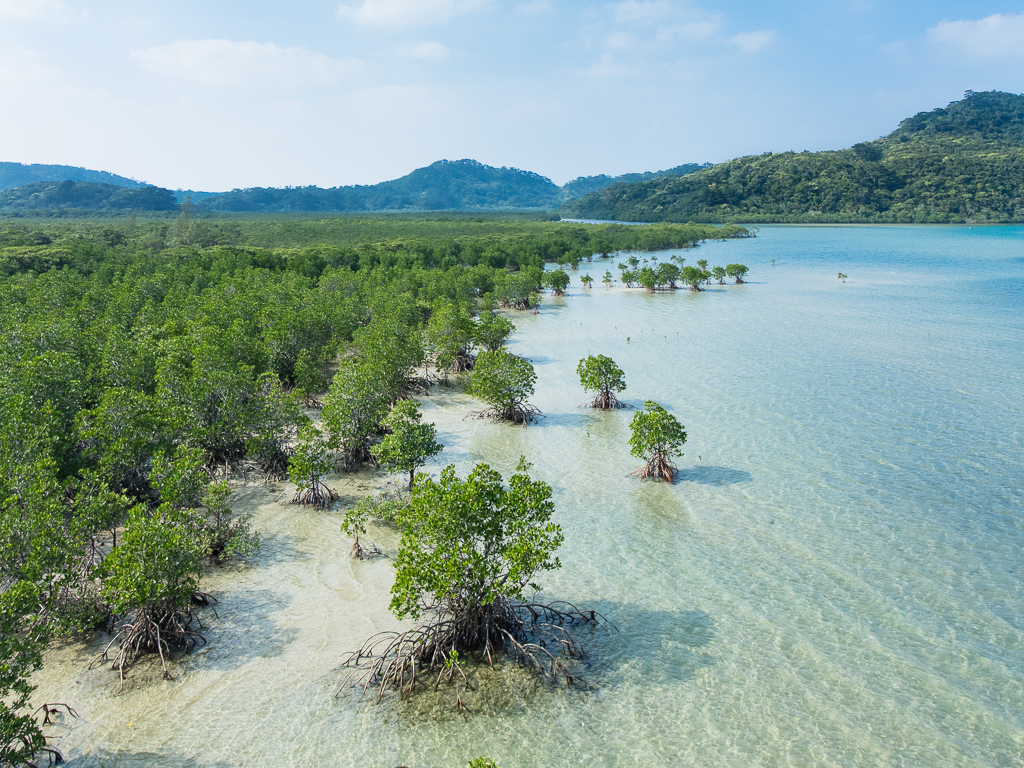
جنگل ساحلی جزیره اوکیناوا در ژاپن

مانگرو (به انگلیسی: Mangrove) جامعه گیاهی شامل درختان و بوته‌هایی است که در زیستگاه‌های آبرفتی و آب شور ساحلی مناطق حاره‌ای و جنب‌مدارگان (عرض جغرافیایی زیر ۲۵ درجه) می‌رویند. دو گونه مشهور حرّا (نام علمی: Avicennia marina) و چندل (نام علمی: Rhizophhora mucronata) در این نوع جنگل‌ها وجود دارد که هر دو گونه آن در ایران یافت می‌شود و در نواحی ساحل خلیج فارس و دریای عمان به شکل نوار باریکی به‌طور پراکنده دیده می‌شود.

## ویژگی‌ها
اصطلاح مانگرو به گیاهان منفرد رویشگاه مانگرویی اطلاق می‌شود در حالی که اصطلاحات جنگل مانگرو، مرداب مانگرو یا جنگل کشندی یا مانگال معرف تمام اجتماعاتی است که به وسیله این گیاهان شکل گرفته‌اند. مانگروها گیاهان گلدار خشکی‌زی هستند که به علت عدم توانایی در رقابت با سایر گونه‌های گیاهان در خشکی به ساحل دریا روی آورده‌اند؛ و با تحمل شرایط زیستی دشوار حد فاصل دریا و خشکی، بلامنازع در این منطقه چیرگی یافته‌اند، به طوری که در گستره تحت اشغال مانگروها کمتر گیاهی قادر به رقابت با آنها است.
کلمه مانگرو اسم مرکبی است معرف اکوسیستم خاص در مناطق استوایی، حاصل از تجمع بسیار ویژه‌ای از گیاهان و جانوران در سواحل پست خورها، دلتاها، برکه‌ها و سواحل دریاها و در عین حال نشانگر و معرف درختان و درختچه‌های این گونه اکوسیستم‌ها نیز می‌باشد. این گیاهان در گروه گیاهان شوره‌زی قرار دارند.
گونه گیاهی مانگرو در مناطق استوایی و نیمه استوایی یافت شده و روزی دو بار زیر سیلی از آب شور غرق می‌شود. این گیاهان نه‌تنها می‌توانند در آبهای ۱۰۰ برابر شورتر از آنچه بیشتر گیاهان وابسته به آب‌های شیرین قدرت تحمل آن را دارند، زنده بمانند بلکه زیستگاه مناسبی برای انواع گونه‌ها از خرچنگ تا پرندگان به حساب می‌آیند. مانگروها می‌توانند با روش‌های مختلف حیات خود را حفظ کنند. برخی از گونه‌ها دارای سیستم فیلتر داخلی هستند که مانع از آن می‌شود نمک وارد ریشه آنها شود.
مانگروها گیاهان چوبی هستند که در حد فاصل خشکی و دریا در مناطق حاره‌ای و جنب‌حاره‌ای زیست می‌کنند. اجتماعات گیاهی مانگرو در محیط‌هایی به رشد و ادامه زندگی می‌پردازند که شوری بالاست، جزر و مد وجود دارد. مانگروها محیط اکولوژیک بی‌همتایی ایجاد می‌کنند که میزبان اجتماعات غنی از انواع گونه‌هاست. این جنگل‌ها به نحو مؤثری بر محیط‌های استقرار خود تأثیر می‌گذارند. سیستم ریشه‌ای آنها باعث پایداری رسوبات می‌شود و اجتماعات آنها انرژی امواج را کاهش می‌دهد و در مقابل، زیستگاه و پناهگاه مناسب برای شمار زیادی از موجودات زنده ایجاد می‌کند.

## اهمیت
جوامع گیاهی مانگرو سرمنشأ زنجیره‌های غذایی دیگر موجودات زنده منطقه بوده و دارای اراضی مساعد و حاصلخیز وسیعی هستند. چنین محیطی به دلیل آنکه در حد واسط اکوسیستم خشکی و اکوسیستم دریایی قرار گرفته، موجب به وجود آمدن زیستگاه مناسبی برای انواع جانوران آبزی و پرندگان گشته‌اند.
مانگروها از مهم‌ترین نظام‌های حیات‌بخش جهان محسوب می‌شوند و با سایر اکوسیستم‌های جنگلی تفاوت اساسی دارند. مانگروها جنگل‌های ویژه‌ای هستند که نوع استقرار خود با شرایط بوم‌مرزی
که در گذرگاه آب و خشکی حاکم سازگاری پیدا کرده‌اند. استقرار مانگروها متأثر از شرایط آبی و خشکی اطراف توأم است. اراضی جنگلی مانگرو با توجه به شرایط زیستی ویژه خود، همواره به‌عنوان زیستگاه‌های حساس قابل توجه بوده و به‌دلیل استقرار در محیط پویای زندگی برای مقابله با شرایط غیرمتعارف حاکم بر رویشگاه‌ها، خود را تجهیز کرده و سازگاری منحصربه‌فردی را ارایه داده‌اند، به گونه‌ای که همواره در کانون تشکیلات حفاظتی بین‌المللی قرار گرفته و به‌عنوان زیستگاه‌های حفاظت‌شده معرفی می‌شوند. به جهت اهمیت این جنگل‌ها ۴ مرداد (۲۶ ژوئیه) را «روز جهانی مانگرو» نامگذاری کرده‌اند.

## بوم‌شناختی
جنگل‌های مانگرو با حدود ۱۰ میلیون هکتار مساحت در دنیا زیستگاه امنی برای هزاران پرنده آبزی و کنار آبزی و گونه‌های آبی است که بیشترین پراکنش را در سواحل رودخانه‌ها و دریاهای مناطق جنب‌حاره‌ای دارند.

### حفاظت از مناطق ساحلی
مانگرو از گونه‌های آبزی و نادر جنگلی است که در پهنه‌های گلی می‌روید و نقش مهمی در اکوسیستم مناطق ساحلی و حفاظت از سواحل دارد. جنگل‌های مانگرو در برابر وقوع طوفان نقش حفاظتی بازی می‌کنند. به‌طور مثال ساکنان مناطق ساحلی جنوب شرق هند با کمک این پوشش گیاهی توانستند سال ۲۰۰۴ از سونامی مرگبار جان سالم به در ببرند.

### جذب کربن
درختان مانگرو قادر به جذب و ذخیره گاز دی‌اکسید کربن هستند. هر درخت مانگرو دارای ظرفیت جذب تقریبی ۱۲٫۳ کیلوگرم کربن‌دی‌اکسید در سال است.
شرایطی که این پوشش گیاهی در آن زیست می‌کند موجب رشد سریع درختان و کاهش سرعت فرسایش مواد ارگانیک خاک می‌شود و در نتیجه این وضعیت جنگل‌های مانگرو را به جذب کننده مناسب کربن تبدیل کرده است. بررسی انجام شده در سال ۲۰۱۵ نشان می‌دهد جنگل‌های مانگرو در منطقه اقیانوسی هند – آرام نسبت به دیگر جنگل‌ها در این ناحیه ۶ درصد بیشتر کربن ذخیره می‌کنند.

## تخریب جنگل‌های مانگرو
جوامع گیاهی مانگرو همیشه تأمین‌کننده بخشی از نیازهای اقتصادی انسانی است به‌طوری که در پاره‌ای نقاط، به خاطر برداشت‌های نادرست، بقای آن‌ها که قبلاً به صورت توده‌های جنگلی انبوهی بوده، به خطر افتاده است.
طی پنجاه سال گذشته، تقریباً یک سوم از جنگل‌های مانگرو در جهان از دست رفته‌اند، اما بسیاری از مطالعات نرخ تخریب این زیستگاه‌ها را کمتر نشان می‌دهد. فشار بالای جمعیت در مناطق ساحلی منجر به تبدیل بسیاری از جنگل‌های مانگرو به دیگر استفاده‌ها مانند احداث سازه‌ها، آبزی پروری، کشت برنج و تولید نمک شده است به علاوه تقاضا برای محصولات چوبی این جنگل‌ها رو به افزایش است. مطالعات بسیاری دلالت بر کاهش وسعت مانگروها در گذر زمان دارند. به‌طور کلی مانگروها نسبت به انواع گوناگونی از آشفتگی‌های محیطی آسیب‌پذیر هستند، آنها گیاهانی حساس به تشکیل لجن یا رسوب‌گذاری شدید، ایستابی، آبگیری آب‌های سطحی و مهم‌تر از همه نفت می‌باشند. این آسیب‌ها جذب اکسیژن را از طریق تنفس کاهش داده و موجب افزایش نرخ مرگ و میر مانگروها می‌شوند.
در گذشته جنگل‌های مانگرو بیشتر مناطق خط ساحلی استوایی را در بر می‌گرفت اما در نیمی از قرن گذشته وسعت این جنگل‌ها به نصف کاهش پیدا کرد. ۴۲ درصد از ۱۳ میلیارد و ۷۰۰ میلیون هکتار از باقیمانده جنگل‌های مانگرو در آسیاست و اندونزی به تنهایی از ۲۰ درصد پوشش جنگلی مانگرو برخوردار است. از ۶۰ تا ۱۰۰ گونه مانگرو در جهان ۵۵ گونه در اندونزی وجود دارد. در فاصله سال‌های ۲۰۰۰ تا ۲۰۱۲ حدود ۱۰۰ هزار هکتار از جنگل‌های مانگرو در جنوب شرق آسیا از بین رفته است. در اندونزی پرورش میگو علت ۴۴ درصدی از بین رفتن جنگل‌های مانگرو بوده است.

## بوم‌ناحیه‌های مانگرو
| بوم‌ناحیه‌های مانگرو قلمرو نوحاره‌ای                        | بوم‌ناحیه‌های مانگرو قلمرو نوحاره‌ای                  |
| -------------------------------------------------------- | -------------------------------------------------- |
| Alvarado mangroves                                       | مکزیک                                              |
| Amapá mangroves                                          | برزیل                                              |
| Bahamian mangroves                                       | باهاما، جزایر تورکس و کایکوس                       |
| مانگروهای باهیا                                          | برزیل                                              |
| Belizean Coast mangroves                                 | بلیز                                               |
| Belizean reef mangroves                                  | بلیز                                               |
| Bocas del Toro–San Bastimentos Island–San Blas mangroves | کاستاریکا، پاناما                                  |
| Coastal Venezuelan mangroves                             | ونزوئلا                                            |
| Esmeraldas–Pacific Colombia mangroves                    | کلمبیا، اکوادور                                    |
| Florida mangroves                                        | ایالات متحده آمریکا                                |
| Greater Antilles mangroves                               | کوبا، جمهوری دومینیکن، هائیتی، جامائیکا، پورتوریکو |
| Guianan mangroves                                        | گویان فرانسه، گویان، سورینام، ونزوئلا              |
| Gulf of Fonseca mangroves                                | السالوادور، هندوراس، نیکاراگوئه                    |
| Gulf of Guayaquil–Tumbes mangroves                       | اکوادور، پرو                                       |
| Gulf of Panama mangroves                                 | پاناما                                             |
| Ilha Grande mangroves                                    | برزیل                                              |
| Lesser Antilles mangroves                                | آنتیل کوچک                                         |
| Magdalena–Santa Marta mangroves                          | کلمبیا                                             |
| Manabí mangroves                                         | اکوادور                                            |
| Maranhão mangroves                                       | برزیل                                              |
| Marismas Nacionales–San Blas mangroves                   | مکزیک                                              |
| Mayan Corridor mangroves                                 | مکزیک                                              |
| Mexican South Pacific Coast mangroves                    | مکزیک                                              |
| Moist Pacific Coast mangroves                            | کاستاریکا، پاناما                                  |
| Mosquitia–Nicaraguan Caribbean Coast mangroves           | کاستاریکا، هندوراس، نیکاراگوئه                     |
| Northern Dry Pacific Coast mangroves                     | السالوادور، گواتمالا                               |
| Northern Honduras mangroves                              | گواتمالا، هندوراس                                  |
| Pará mangroves                                           | برزیل                                              |
| Petenes mangroves                                        | مکزیک                                              |
| Piura mangroves                                          | پرو                                                |
| Ría Lagartos mangroves                                   | مکزیک                                              |
| Rio Negro–Rio San Sun mangroves                          | کاستاریکا، نیکاراگوئه                              |
| Rio Piranhas mangroves                                   | برزیل                                              |
| Rio São Francisco mangroves                              | برزیل                                              |
| Southern Dry Pacific Coast mangroves                     | کاستاریکا، نیکاراگوئه                              |
| Tehuantepec–El Manchón mangroves                         | مکزیک                                              |
| Trinidad mangroves                                       | ترینیداد و توباگو                                  |
| Usumacinta mangroves                                     | مکزیک                                              |

| بوم‌ناحیه‌های مانگرو قلمرو هندومالایی | بوم‌ناحیه‌های مانگرو قلمرو هندومالایی |
| ----------------------------------- | ----------------------------------- |
| مانگروهای گوداوری–کریشنا            | هند                                 |
| Indochina mangroves                 | کامبوج، مالزی، تایلند، ویتنام       |
| مانگروهای دلتای رود سند–دریای عرب   | پاکستان                             |
| Myanmar coast mangroves             | میانمار، هند، مالزی، تایلند         |
| Sunda Shelf mangroves               | برونئی، اندونزی، مالزی              |
| سونداربانس                          | بنگلادش، هند                        |

| بوم‌ناحیه‌های مانگرو قلمرو نوشمالگان | بوم‌ناحیه‌های مانگرو قلمرو نوشمالگان |
| ---------------------------------- | ---------------------------------- |
| Northwest Mexican Coast mangroves  | مکزیک                              |

| بوم‌ناحیه‌های مانگرو قلمرو استرالزی | بوم‌ناحیه‌های مانگرو قلمرو استرالزی |
| --------------------------------- | --------------------------------- |
| New Guinea mangroves              | گینه نو                           |
| Australian mangroves              | استرالیا                          |

| بوم‌ناحیه‌های مانگرو قلمرو آفریقای حاره‌ای | بوم‌ناحیه‌های مانگرو قلمرو آفریقای حاره‌ای                                     |
| --------------------------------------- | --------------------------------------------------------------------------- |
| Red Sea mangroves                       | جیبوتی، مصر، اریتره، عربستان سعودی، سومالی، سودان، یمن                      |
| Central African mangroves               | آنگولا، کامرون، جمهوری دموکراتیک کنگو، گینه استوایی، گابن، غنا، Niger Delta |
| East African mangroves                  | کنیا، موزامبیک، تانزانیا                                                    |
| مانگروهای گینه                          | سنگال، گامبیا، گینه بیسائو، گینه، سیرالئون، لیبریا، ساحل عاج                |
| Madagascar mangroves                    | ماداگاسکار                                                                  |
| مانگروهای آفریقای جنوبی                 | موزامبیک، آفریقای جنوبی                                                     |